# Oliesyre
Oliesyre er en fedtsyre, der forekommer naturligt i forskellige animalske og vegetabilske fedtstoffer og olier. Det er en lugtfri, farveløs olie, selv om kommercielle prøver kan være gullige. I kemiske termer klassificeres oliesyre som en monoumættet omega-9 fedtsyre , forkortet med et lipidtal på 18: 1 cis -9. Det har formlen CH3 (CH2) 7CH = CH (CH2) 7COOH.[kilde mangler] Navnet stammer fra det latinske ord oleum , hvilket betyder olie. Det er den mest almindelige fedtsyre i naturen. Salte af oliesyre kaldes oleater.

## Forekomst
Fedtsyrer (eller deres salte) forekommer som sådan ikke i biologiske systemer. I stedet forekommer fedtsyrer som oliesyre som deres estere, almindeligvis triglycerider, som er de fedtede materialer i mange naturlige olier. Fedtsyrer kan opnås ved forsæbning af triglycerider.
Triglycerider af oliesyre omfatter størstedelen af olivenolie. Fri oliesyre gør olivenolie uspiselig. Oliesyre er også op mod 59-75% af pecaolie,[kilde mangler] 61% af rapsolie, 36-67% af jordnøddeolie,[kilde mangler] 60% af macadamiaolie, 20-80% af solsikkeolie, 15-20% af vindruekerneolie, havtornolie og sesamolie,[kilde mangler] og 14% af valmueolie. Højolieiske varianter af plantekilder som solsikke (~ 80%) og rapsolie (70%) er også blevet udviklet. Det omfatter også 22,18% af fedtet fra frugten af Durian-arter Durio Graveolens.[kilde mangler] Ligeledes indeholder Karuka 52,39% oliesyre.[kilde mangler] Det er rigeligt til stede i mange animalske fedtstoffer; det udgør 37 til 56% kylling og kalkunfedt og 44 til 47% svinefedt.[kilde mangler]
Oliesyre er den mest almindelige fedtsyre i humant fedtvæv,[kilde mangler] og næstmest almindelige i humane væv samlet set, kun overgået af palmitinsyre.[kilde mangler]

### Som et insektferomon
Oliesyre udsendes fra de rådne lig af en række insekter, herunder bier og Pogonomyrmex myrer, og udløser de levende insekters instinkter for at fjerne de døde kroppe fra bikuben. Hvis en levende bi[kilde mangler] eller myre berøres af oliesyre, slæbes den til bortskaffelse som om den var død. Oleinsyrens lugt kan også indikere fare for levende insekter, hvilket får dem til at undgå andre, der har bukket under sygdom eller steder, hvor rovdyr lurer.